# Carl Julius Flensborg
Carl Julius Flensborg, född den 2 juli 1804 i Köpenhamn, död där den 23 juli 1852, var en dansk militär.
Flensborg blev 1822 artilleriofficer och 1839 kapten i generalstaben. Som chef för krigsministeriets första avdelning (härens personal) var han 1848 en utmärkt hjälpare för Tscherning vid ordnandet av härens administration och tjänstgjorde under de två följande krigsåren som stabschef hos övergeneralerna Bülow och Krogh, såväl vid Fredericia som Isted. Till belöning avancerade han till överste och generalmajor och blev i oktober 1851 krigsminister, dock endast i tre månader. 

## Utmärkelser
- Riddare av Dannebrogorden,  1843[2]
- Dannebrogsmännens hederstecken,  1848[2]
- Kommendör av Dannebrogorden,  1849[2]

[Redigera Wikidata]